# NGC 7084
NGC 7084 este o galaxie situată în constelația Pegas. A fost descoperită în 11 octombrie 1825 de către John Herschel.